# جيمس غراي بيثيون
جيمس غراي بيثيون هو شخصية أعمال كندي، ولد في 1 أبريل 1793، وتوفي في 13 أكتوبر 1841.